# Barbacenia latifolia
Barbacenia latifolia är en enhjärtbladig växtart som beskrevs av Lyman Bradford Smith och Edward Solomon Ayensu. Barbacenia latifolia ingår i släktet Barbacenia och familjen Velloziaceae. Inga underarter finns listade.